# Бріндіс Бйоргвінсдоттір
Бріндіс Бйорґвінсдоттір (ісл. Bryndís Björgvinsdóttir; нар. 24 березня 1982) — ісландська письменниця та фольклористка.

## Біографія
Почала письменницьку кар'єру в 15 років, ставши співавторкою книги Orðabelgur Ormars ofurmennis («Повітряна куля Чудолюдини-хробака»). У 2011 році опублікувала свою другу роботу, книжку для дітей Flugan sem stöðvaði stríðið (Муха, яка закінчила війну), яка отримала Ісландську дитячу книжкову премію (2011).
У 2014 році опублікувала книгу для молоді «Hafnfirðingabrandarinn» («Місцевий жарт»), яка отримала ісландську літературну премію (2014) та ісландську жіночу літературну премію (або Fjöruverðlaunin 2014).
Бріндіс Бйорґвінсдоттір є ад'юнкт-професором Академії мистецтв Ісландії .

## Активізм
У 2015 році Брюндіс Бйорґвінсдоттір, використовуючи соціальні мережі, активно заохочувала ісландський уряд і ісландський народ надати допомогу та відкрити свої домівки для біженців із Сирії під час громадянської війни в Сирії. Заклик до активності справді допоміг уряду Ісландії переглянути свою політику щодо іммігрантів.